# Achiel Buysse
Achiel Buysse (* 20. Dezember 1918 in Lochristi; † 23. Juli 1984 in Wetteren) war ein belgischer Radrennfahrer.
Mit elf Jahren fuhr Achiel Buysse sein erstes Radrennen, auf einem Damenrad, das ihm der Großvater geschenkt hatte, und er gewann. Gegen den Willen seiner Mutter fuhr er weiter Rennen.
Von 1938 bis 1950 war Buysse Profi-Radrennfahrer und fuhr, aufgrund von Weltkrieg und Besatzung, nahezu ausschließlich Straßenrennen in seinem Heimatland. Als erster Fahrer gewann er dreimal (1940, 1941 und 1943) die Flandern-Rundfahrt und steht damit in einer Reihe mit Johan Museeuw, Eric Leman und Fiorenzo Magni. 1947 siegte er im Omloop der Vlaamse Gewesten, 1948 im Grote Prijs Stad Sint-Niklaas.
Buysse wird in Belgien, besonders im flämischen Teil, als Radsport-Idol verehrt; die Flandern-Rundfahrt führte mehr als 30-mal durch seinen Heimatort Wetteren, wo auch der Sieger von 1929, Jef Dervaes, herstammte. In Wetteren, an einem Denkmal zu Ehren Bruysses, beginnt eine 32 km lange „Achiel Buysse-fietstour“; der örtliche Bäcker verkauft „Achiel-Buysse-Kuchen“. Als Wetteren 2009 Etappenziel der Flandern-Rundfahrt war, wurde die Kirche mit einem übergroßen Foto von Buysse geschmückt.
Buysse ist der Großvater der Profi-Rennfahrer Pascal Elaut und Luc Colijn; sein Schwiegersohn ist der Keirin-Weltmeister Michel Vaarten.